# IC 3001
IC 3001 је спирална галаксија у сазвјежђу Велики медвјед која се налази на листи објеката дубоког неба у Индекс каталогу.
Деклинација објекта је + 33° 31' 34" а ректасцензија 12h 6m 16,7s. Привидна величина (магнитуда) објекта IC 3001 износи 14,9 а фотографска магнитуда 15,7. IC 3001 је још познат и под ознакама MCG 6-27-7, CGCG 187-6, PGC 38379.